# Nguyễn Đức Vĩ
Nguyễn Đức Vĩ (1700-1775) là đại thần nhà Lê trung hưng trong lịch sử Việt Nam.

## Thân thế
Nguyễn Đức Vĩ người làng Phật Tích, huyện Tiên Du, tỉnh Bắc Ninh. Cha ông là Nguyễn Đức Ánh (hay Hán) đỗ đồng tiến sĩ năm 1715 và làm đến chức Thị lang bộ Hình.

## Sự nghiệp
Năm 1727 đời Lê Dụ Tông, Nguyễn Đức Vĩ đỗ đồng tiến sĩ. Năm 1736 ông được bổ nhiệm làm Hiệu thư Đông các. Do có công, ông được thăng làm Hữu thị lang bộ Hình, rồi đổi sang làm Hữu thị lang bộ Binh, cùng cha đứng vào hàng Tam phẩm trong triều.
Nguyễn Đức Vĩ có tài văn học, được chúa Trịnh Giang yêu mến, thăng làm Hữu thị lang bộ Lại.
Thời Lê Hiển Tông và chúa Trịnh Doanh, ông được thăng làm Bồi tụng, thượng thư bộ Công, làm việc bộ Lại kiêm Tế tửu Quốc Tử Giám. Ông được vào hầu vua trong điện Kinh diên, thăng tước Nghĩa Phương hầu.
Lúc đó ở Đàng Ngoài nhiễu loạn vì các cuộc khởi nghĩa nông dân. Nguyễn Đức Vĩ giữ trọng trách, cùng các đại thần Lê Hữu Kiều, Nguyễn Quý Cảnh cùng làm Tể tướng, đồng tâm vạch kế sách, được chúa Trịnh Doanh rất coi trọng.
Năm 1764, tình hình Bắc Hà đã khá yên ổn. Ông về hưu vì đã 65 tuổi, được gia hàm Thiếu bảo. Ít lâu sau ông lại được mời ra, thăng làm Thượng thư bộ Binh nhưng vẫn làm việc cho bộ Lại và gia hàm Thái tử thái phó.
Năm 1775, ông mất, thọ 76 tuổi, được truy tặng chức Thái bảo.

## Nhận định
Sử gia Phan Huy Chú nhận định về ông như sau:
Ông là người thanh bạch, cẩn thận, làm quan trải 18 năm, nhà không chứa của thừa, ai cũng phục là liêm khiết. Chúa [Trịnh] có biệt nhãn với ông